# Elasmoscelis capeneri
Elasmoscelis capeneri är en insektsart som beskrevs av Dlabola 1959. Elasmoscelis capeneri ingår i släktet Elasmoscelis och familjen Lophopidae. Inga underarter finns listade i Catalogue of Life.